# Marcella (film)
Pour les articles homonymes, voir Marcella.
Pour plus de détails, voir Fiche technique et Distribution.
Marcella (The Mating of Marcella) est un film muet américain réalisé par R. William Neill, sorti en 1918.

## Synopsis
Trouvant de plus en plus difficile de subvenir à ses besoins et à ceux de son père malade avec son seul salaire de modèle dans un magasin de vêtements, Marcella Duranzo accepte la proposition de Lois Underwood, la femme du millionnaire Robert Underwood. Pour 1.000 dollars, Marcella doit vivre un certain temps à Reno sous l'identité de Lois, ainsi cette dernière pourra accompagner son amant, le Comte Louis Le Favri, sur son yacht et malgré cela entamer une procédure de divorce.
Robert, cependant, arrive dans l'hôtel à la mode où Marcella est enregistrée et apprend bientôt la vérité. À Reno, Bobby, le fils de Robert, tombe gravement malade et, quand Marcella s'occupe de lui jusqu'à sa guérison, Robert tombe amoureux d'elle.
Lois, qui a trouvé un nouvel amant en la personne de Jack Porter, est sur le point de poursuivre Robert et Marcella en justice, quand le compte, jaloux, se fait passer pour le chauffeur de Jack et se jette en voiture contre un train avec Jack et Lois.
Marcella accepte alors d'épouser Robert.

## Fiche technique
- Titre : Marcella
- Titre original : The Mating of Marcella
- Réalisation : R. William Neill
- Scénario : R. Cecil Smith
- Direction artistique : G. Harold Percival
- Photographie : John S. Stumar
- Production : Thomas H. Ince
- Société de production : Thomas H. Ince Corporation
- Société de distribution : Famous Players-Lasky Corp.; Paramount Pictures
- Pays d’origine :  États-Unis
- Langue : anglais
- Format : Noir et blanc - 35 mm - 1,37:1 - Muet
- Genre : drame
- Durée : 5 bobines
- Dates de sortie :  États-Unis : 20 mai 1918

## Distribution
- Dorothy Dalton : Marcella Duranzo
- Thurston Hall : Robert Underwood
- Juanita Hansen : Lois Underwood
- William Conklin : Comte Louis Le Favri
- Donald MacDonald : Jack Porter
- Milton Ross : Pedro Escoba
- Spottiswoode Aitken : Jose Duranzo
- Buster Irving : Bobby Underwood